# Yukarıdereköy, Serdivan
Yukarıdereköy là một xã thuộc quận Serdivan, tỉnh Sakarya, Thổ Nhĩ Kỳ. Dân số thời điểm năm 2008 là 536 người.